# Шебелинка (село)
Шебели́нка (укр. Шебелинка) — село, Шебелинский сельский совет, Балаклейский район, Харьковская область, Украина.
Код КОАТУУ — 6320287201. Население по переписи 2001 г. составляет 397 (185/212 м/ж) человек. В 2025 году в селе зарегистрировано 346 человек. 
Является административным центром Шебелинского сельского совета, который, кроме того, включает в себя село Новотроицкое.

## Географическое положение
Село Шебелинка находится на расстоянии 35 км от Балаклеи и в 18 км от одноимённой ж.д. станции на правом берегу Северского Донца в сильно изрытой оврагами местности, некоторые из них перегорожены дамбами и превращены в пруды. В них берёт начало река Шебелинка.
Рядом дубовый лес Плоский.
В трёх км расположено село Дальняя Шебелинка.
Село пересекает автомобильная дорога Т-2110.
Вокруг много газовых скважин и газопроводов.

## История
- Первое упоминание о Шебелинке как казацкой слободе относится к 1681 году.[1][3]
- В 1817 году село перевели в разряд военных поселений (штаб округа которых находился в Чугуеве).[3]
- В 1829 году в Слободско-Украинской губернии развернулось Шебелинское восстание крестьян, предки которых ещё в XVIII веке были переселены из Центральной России. Оно охватило несколько сёл и слобод с центром в слободе Шебелинка.[3] Крестьяне выступили против перевода их статуса в военных поселенцев. Они перестали подчиняться поселенскому начальству, громили помещения эскадронных комитетов, избирали своих атаманов. За несколько дней в Шебелинке собралось около 3 тыс. человек. Под предводительством крестьян С. Дёмина и К. Ведерникова отбили наступление уланов. Тогда власти кинули на повстанцев целую дивизию уланов и применили пушечный обстрел Шебелинки. Восстание было подавлено. Погибло 109 восставших, 143 человека было арестовано и отдано под военный суд. С. Дёмин и К. Ведерников отправлены на вечную каторгу.
- 1910—1914 годы — строительство железной дороги Харьков-Основа — Изюм — Донбасс и железнодорожных станций Шебелинка (станция), Балаклея (станция), Савинцы (станция).
- Во время Великой Отечественной войны село было оккупировано вермахтом, часть жителей воевала в Шебелинском партизанском отряде.
- В бою за освобождение села от гитлеровцев погиб 391 советский воин 228-й стрелковой дивизии РККА.[3] Погибшим воинам в селе установлен памятник.[3]
- В годы войны 65[3] жителей села воевали на фронтах в рядах Советской армии и в партизанских отрядах; из них погибли 29 воинов; 65 шебелинцев были награждены боевыми орденами и медалями СССР.[3]
- В 1950 году открыто мощное Шебелинское месторождение газа,[3] одно из самых больших в СССР на тот момент.
- В 1966 году население составляло 608 человек; в селе действовали школа и библиотека, работал колхоз «Свободный путь» с 3826 га земли, в котором были коровники, свинарники, маточник, овчарня, лаборатория, птицеферма, гараж, мехмастерская.[4]
- В 1976 году население составило 659 человек; в селе было 169 дворов; в селе находилась центральная усадьба овцеводческого колхоза «Свободный путь» с 6399 га земельных угодий; в селе работали восьмилетняя школа, дом культуры с залом на 250 мест, библиотека с фондом 7600 книг, медпункт, детсад-ясли, столовая.[3]
- К 1976 году за мирный труд 32 жителя были награждены орденами и медалями СССР;[3] за участие в ВОВ 65 шебелинцев были награждены боевыми наградами СССР.[3]

## Экономика
- Газопромышленное управление «Шебелинкагазодобыча».

## Достопримечательности
- Братская могила советских воинов. Похоронен 391 воин.[3]